# قبائل عبس
قبائل عبس قبيلة عربية خولانية تسكن أسفل جبال سرات خولان وتقع جنوب غرب المملكة العربية السعودية وتقع شرق منطقة جازان في منطقة ساق الغراب التي تسكنها قبائل خولان بن عمرو عامة وتتبع منطقة جازان إداريًا.

## نسب قبائل عبس
- قبائل عبس

 تعود إلى خولان بن عمرو بن الحاف بن قضاعة بن مالك بن عمرو بن مرة بن زيد بن مالك بن حمير بن سبا بن يشجب بن يعرب بن قحطان بن هود بن عليه السلام

خريطة ساق الغراب خولان بن عمرو وموضح بها قبائل عبس

- خولان

خولان قبيلة بجازان تنسب إلي خولان بن عمرو بن الحاف
خولان بفتح أوله وتسكين ثانيه واخره مخلاف من مخاليف جازان منسوب إلي خولان بن عمرو بن الحاف بن قضاعة بن مالك بن عمرو بن مرة بن زيد بن مالك بن حمير بن سبأ (معجم البلدان)
خولان بن عمرو بن الحاف بن قضاعة بن مالك بن عمرو بن مرة بن زيد بن مالك بن حمير بن سبأ بن يشجب بن يعرب بن قحطان بن نبي الله هود عليه السلام.
قَالَ ابْنُ هِشَامٍ: خَوْلَانُ بْنُ عَمْرِو بْنِ الْحَافِ بْنِ قُضَاعَةَ؛ وَيُقَالُ خَوْلَانُ بْنُ عَمْرِو بْنِ مُرّةَ بْنِ أُدَدَ بْنِ زَيْدِ بْنِ مِهْسَعَ بْنِ عَمْرِو بْنِ عَرِيبِ بْنِ زَيْدِ بْنِ كَهْلَانَ بْنِ سَبَأٍ، والقول الأخير للهمداني يقول نشوان " وهذا خلاف ما عليه خولان العالية، فهم من أول الدهر إلي آخره ينسبون إلي حمير ولا ينكرون إخوتهم من خولان بن عمرو بن الحاف بحقل عبس خولان ونواحيه وإنما قيل خولان العالية للفرق بين البلاد لا الفرق بين النسب كما يقال في أزد عمان ولا أشكال في أن الجميع من الأزد وكما يقال: طي السهل وطي الجبل، وخولان الشام وخولان اليمن وهمدان الجبال وهمدان البون وعذر شعب وعذر مطرة وغير ذلك"
أبناء خولان
يقول لسان اليمن الهمداني " أولد خولان بن عمرو بن قضاعة: حِيّ بن خولان، وسعد بن خولان، ورشوان بن خولان، وهانئ بن خولان ورازح بن خولان، والأزمع بن خولان، وصحار بن خولان، وحُبيب بن خولان، وعمرو بن خولان، والأصهب بن خولان، وقيس بن خولان ونبيت بن خولان وذكران بن خولان "
وفي رواية آخرى أولد غير الثلاثة عشر ابنا المذكورين: جابر بن خولان وشمران بن خولان وحرض بن خولان، وباقر بن خولان، وعشا بن خولان، وحرة بن خولان، والجندب بن خولان، وعبس بن خولان، وواهم بن خولان "
وقال آخرون والأجدود.
ومن المصدر والروايات السابقة نجد بأن لخولان ثلاثة وعشرون ابنا، ستة نسلهم مابين صنعاء ومأرب (خولان الطيال) وسبعة بصعدة وجبال جازان الشرقية (خولان عامر) واثنان بتهامة أحدهما بتهامة اليمن والآخر بتهامة السعودية وحُزون جازان وبقية المذكورين في الرواية جميعهم بخولان عامر باستثناء نسل وأهم أظنهم بالطيال والله أعلم.
خولان بن عامر:
خولان بن عامر هم خولان قضاعة بإجماع علماء الأنساب ويقال لهم أيضاً خولان الشام وتقع بلادهم شمال اليمن وجنوب السعودية بجبال جازان الشرقية وجزء بالربوعة وآخر بظهران الجنوب، ومن قبائلهم: خولان، جماعة، سحار، منبه، رازح، غمر، بني مالك، فيفاء، آل تليد، بني حريص الحشر، بني حريص اليمن، قيس، العبادل، ال ودعان، ال جابر، العزيين، الحقو، عبس، آل نخيف، سفيان، أهل قرية كتام، ال صهيف، بلغازي، بنو احمد، بنو مجهل، بني امشيخ، هروب، الريث، الصهاليل، معين، سحار الشام.
شيخ شمل قبائل خولان بن عامر بالمملكة العربية السعودية:
الشيخ / احمد سالم العثواني السعيدي ببني مالك.

## إسلام قبائل عبس
عند ظهور الإسلام أسلمت قبائل خولان كافه، وكانت قبيلة عبس ضمن قبائل خولان التي أسلمت في السنة العاشرة للهجرة، حيث وصل وفد من قبائل خولان إلى الرسول معلناً له الدخول في الإسلام، وشارك مجموعة من أبناء قبائل خولان في الفتوحات الإسلامية.

## لغة قبائل عبس
اللغة التي يتحدث بها أبناء قبائل عبس هي اللغة العربية القديمة وهي لغة خولانية

## الموروث الشعبي
قبيلة عبس لاتختلف عن غيرها من القبائل المجاورة لها في زيها الشعبي 
فرجالها يلبسون الوزر ومنها (المثلوث، والدربية، والمصنف) ويلبسون الشميز 
وغالباً يعصبون رؤسهم بأغصان النباتات العطرية مثل (الشيح، والخزام، والبعيثران، والكاذي) وبالفل أوالنرجس ليجمع بين العطرية والجمال وتسمى الإكليل أو العصبة
ويلبسون الشرع وهي حزام يوضع على الخصر من فوق الوزرة ويعلقون فيه خنجراً أو سكيناً أو جنبية 
وبعضهم كان يلبسون المسبت وهو عبارة عن حزام يصنع من جلود الحيوان ويوضع فيه بيوت للرصاص فيعطي منظراً جميلا 
أما شعورهم فكانوا قبل المدارس والوظائف يهتمون بها أشد اهتمام ويربونها وينظفونها بالماء وورق السدر ويدهنونها بالسمن ويصففونها ويطيبونها بالطيب والكافور ثم يضعون العصائب عليها 
أما نساؤهم: فيلبسن الوزر مثل الرجال ولكنهن يفضلن الوزر الجميلة المسيمة وبعضهن يصبغنها بأصباغ جميلة 
وكذلك يلبسن السدر أو ما يعرف ] بالمدرعة ] وهو لبس يشبه التنانير

## حدود قبائل عبس
قال الشيخ حمد الجاسر: تتواجد قبائل عبس في أجزاء من ساق الغراب وأجزاء من تهامة في منطقة جازان من الشمال قبائل هروب ومن الشرق بلغاري ومن الجنوب قبائل سفيان ومن الغرب ضمد والحسيني وبيش وهم وأهل الحقو والعزيين داعية واحدة وقاعدة بلادهم ضمد (1). 
وتتواجد قرى قبائل عبس في محافظة ضمد وجزء من محافظة صبيا وجزء من محافظة بيش وجزء من محافظة هروب وجزء من محافظة العيدابي حسب التقسيم الإداري لمنطقة جازان

## قرى قبائل عبس
يسكن أبناء قبائل عبس حالياً القرى التابعة لـ عبس وهي 
المشوف والحمى وابوالعرج والمطلع والمحصن الأعلى والأسفل والخسعي والكدمي والراحة والارواق والجهو وخميعة والزهب والنثراء وابوذخيرة والاحواش والعقدة والخليف والهيجة والرخة ومحيللة العليا والسفلى وعبثان والجوف والطميحة وبلاج والباطنه وام البهم والكدا ومخطوره

## تضاريس ديار عبس
التضاريس
ارض ذو طبيعة زراعية لمرور وادي ضمد ووادي قصي ووادي شهدان التي تنحدر من أعالي المرتفعات الجنوبية الغربية التي تتدفق مياهها طوال العام مما يودي إلى خصوبة أراضيها ووجود الآبار الارتوازية التي تغذي المزارع وديار قبائل عبس ذو جو لطيف ومناظر خلابه لخضرة أراضيها.
المناخ
في الشتاء تكثر المطار ويرتفع منسوب المياة مع سريان الاوديه على مدار العام.
في الصيف حار مع رطوبة وأمطار موسميه يجعل الجو لطيف.

## التاريخ
- القلعة

قلعة ابودريب العبسي في حقو ماغص (حقو عبس)
بنيت في زمن الحروب مع بنو شعبة والنجوع
معركة عبس وبنو شعبة (النجوع ال حدرة)
العداء بين قبيلتي عبس (أهل الحقو) وبني شعبة والنجوع قديم يصعد إلى قبل مائتين وخمسين سنه حيث بعد ملك ابن عاى ض وقعت فتنة بين القبيلتين فالأمير محمد احمد خيراتي شجع وساهم بالسلاح والمال ووالى عبس في الحروب
في واقعة وادي شهدان ألحقت عبس ببني شعبة هزيمة حيث قاموا بالانتصار عليهم ويقول الشاعر ابن زرعة والذي يفاخر
قاى لا:
يا لله طلبته قبل نوره والبياني*** سترتني يالله لا تكلم إنساني ***
يا واحد في العرش يعلم كل جابه
والله لحلف وبقطع اليماني *** ما عاد تحل السرب اليماني ***
يكون ذا اذنب وتقدم له جرابه
فإن بلاد العبس ماهي لإنساني *** خلّوا عضات الله في الدنيا عطاني ***
فالـنجوع قد طبهم يوم الحاربه
يقدم لهن إمشيخ وعيسى البقامي *** بصكعة امنبوت تهل امعظامي ***
من لذ به بوقرش ما يثني بجابه
حرب قبيلتي عبس وبني شعبة.. كان العداء بينهم قديم يرجع إلى 250 عام حيث ساعد الأمير محمد ين أحمد الخيراتي وشجع أهل الحقو وعبس على حربهم لبني شعبة والنجوع وساعدهم بالسلاح والمال، ثم قيام قبائل بني شعبة والنجوع بحرق بلدة الحقو بعد خلع الأمير الخيراتي ويظهر أن ذلك العداء استمر عبر السنين ليظهر ويختفي ويشتد تارة ويضعف تارة أخرى إلى أواخر القرن الماضي زمن الغارة الأخيرة التي شنتها قبائل الدرب على الحقو وعبس سجلها الشاعر المسمى بالأعمى في نشيده المعروف والمحفوظ لدى كثير من بني شعبة ويسمى هذا النوع من الشعر بالقاف وذكر الراوي الشيخ إبراهيم محمد الشعبي: بعد ملك بن عاض بفترة وقعت فتنة بين قبائل بني شعبة وقبائل عبس الذين هم وقبائل الحقو حلف وحزب واحد، وحدثت الحرب في موقع يسمى قعاس حيث أغار بنو شعبة على عبس:
بنيت (قافي) بناء قصر معظما ** بناء قصر لوقوه بالقتر
(غرامه بن حديب) شغله يرغما ** يقول بيد الدرب ياخذه مكسبا
وما دري إن الدرب بيبانه مقطبا ** دونه بني تغلب رجال ابطالي
حيث استمر العداء عبر السنين يظهر ويختفي ويشتد ويضعف تاره إلى أواخر القرن الماضي واقعة قعاس التي قامت بنو شعبة بحرق بلدة الحقو بعد استعانتهم بالشريف حوذان عّم الأمير محمد احمد خيراتي المتنازعان على السلطة (2)
معركة الحفائر
وقعت في القرن الماضي في عام 1329هـ الموافق 1911م
بين الدولة الإدريسية المخلاف السليماني أو مايسمى بمنطقة جازان حاليا بقيادة الامام محمد علي الإدريسي ضد الدولة العثمانية وهي أقوى المعارك العربية ضد العثمانيون شاركت قبائل عبس مع جميع قبائل خولان بن عمرو وقبائل المخلاف تحت إمارة الإدريسي.
وواجه العثمانيون مشاكل عند وصولهم الحديدة مما سهل خروج القوات العثمانية من جازان دون استيلائهم على آبار المياه بالحفاى ر واستطاع الإدريسي ان يستغل التفوق العددي لقواته والظروف الطبيعية التي ساهمت في انتصاره وقتل مايقارب 2500 إلى 3 آلاف من القوات العثمانية رغم ضعف التجهيزات العسكرية للإدريسي.
وترتب على ذلك توحد قبائل المخلاف السليماني تحت رايه واحدة.
واقعة صبيا:
في رجب عام 1351هـ أستعان الحسن بن علي الإدريسي بقبيلة عبس والموالين لها بالشقيري والجهو لغنيمة أموال (باصهي)
واموال صبيا فتدفقوا إلى صبيا في 1351/07/24هـ فهاجموها وغنموا كل محتوياتها حتى تركوها قاعاً صفصفاً وهرب باصهي إلى قرية العدايا.
- قلعه الحمی

قلعة الحمى في بلدة الحمى
وقائع معاصرة
قيام شيخ شمل قبائل عبس السابق الشيخ محمد احمد بن قوام العبسي مع مشايخ منطقة جازان وعددهم: 38 شيخ شمل في 2006/11/6 م بتوقيع وتسليم الملك عبد الله بن عبد العزيز رحمه الله وثيقة العهد والولاء وتجديد البيعة للملك على السمع والطاعة وتتبرأ من الفئة الضالة وما تقوم به من أعمال إجرامية بحق الوطن.